# The Handmaiden
The Handmaiden (originaltitel: 아가씨, Ah-ga-ssi eller Agassi, "Damen") är en sydkoreansk erotisk psykologisk thriller från 2016 i regi och med manus av Park Chan-wook. Den är löst baserad på Sarah Waters roman Ficktjuven (originaltitel: Fingersmith) från 2002, men handlingen har flyttats från 1800-talets Storbritannien till Korea när landet lydde under Japan under första halvan av 1900-talet.

## Rollista i urval
| Kim Min-hee   | – Lady Izumi Hideko           |
| Kim Tae-ri    | – Nam Sook-hee, kammarjungfru |
| Ha Jung-woo   | – greve Fujiwara              |
| Cho Jin-woong | – Kouzuki                     |
| Kim Hae-suk   | – fröken Sasaki               |
| Moon So-ri    | – Hidekos faster              |